# 伊瓜克動植物保護區

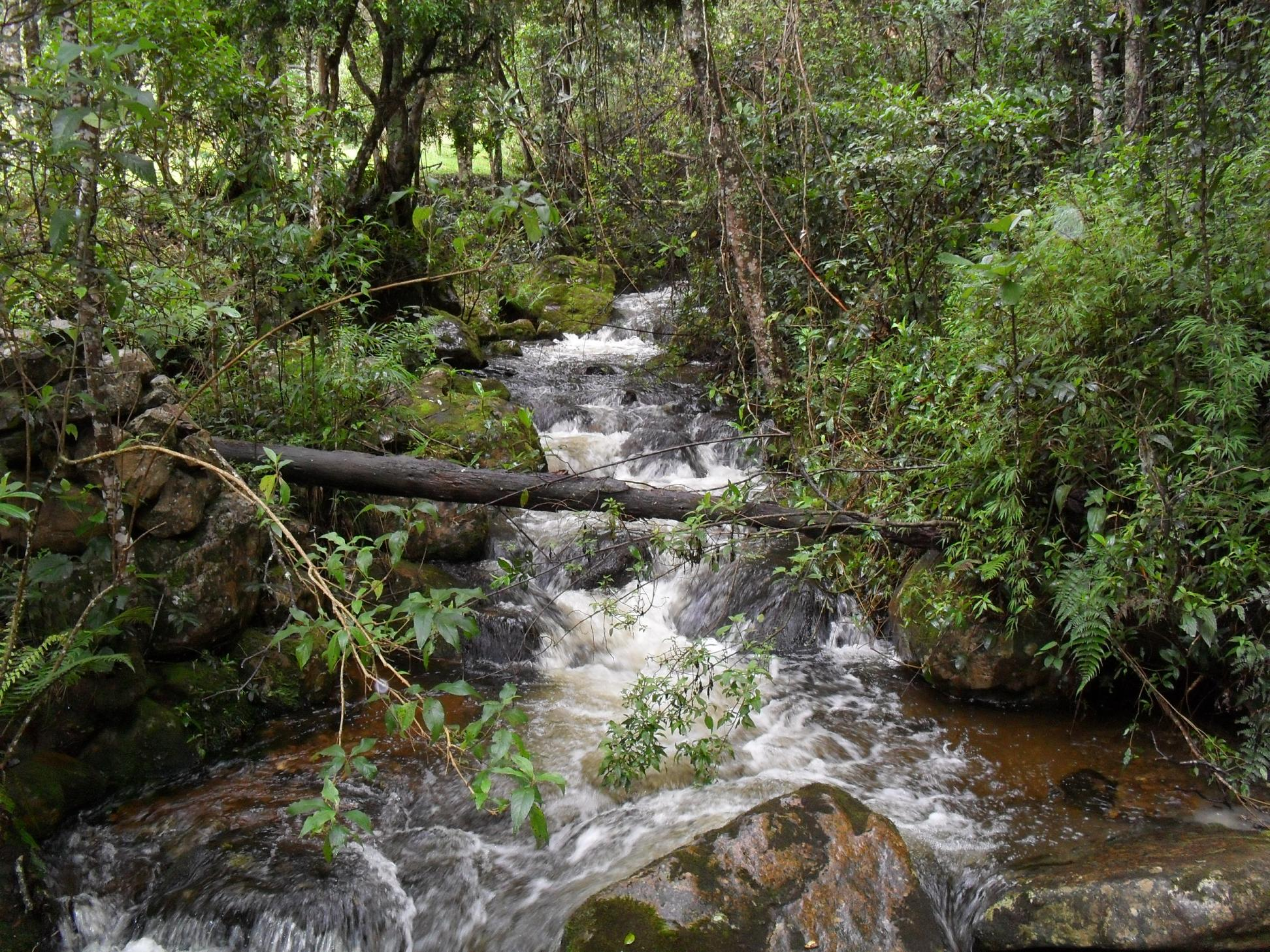

伊瓜克動植物保護區（西班牙語：Santuario de fauna y flora Iguaque），是哥倫比亞的自然保護區，位於該國東北部博亞卡省，處於哥倫比亞東部山脈，成立於1997年，面積67.5平方公里。